# أنتوني ويلسون
أنتوني ويلسون هو عداء سريع كندي، ولد في 13 ديسمبر 1968.

## وصلات خارجية
- أنتوني ويلسون على موقع الاتحاد الدولي لألعاب القوى (الإنجليزية)
- أنتوني ويلسون على موقع أوليمبيديا (الإنجليزية)